# Edvard Wibeck
Johan Edvard Wibeck, född den 3 mars 1877 i Kållerstad, Jönköpings län, död den 25 januari 1972, var en svensk skoglig forskare och författare.
Wibeck blev filosofie kandidat vid Lunds universitet 1901 och utexaminerades från Skogsinstitutet 1904. Han var dels verksam i praktiskt skogsbruk, där han tjänstgjorde inom Domänstyrelsen och skogsstaten, dels vid Skogshögskolan, där han blev docent 1920 och var lärare i zoologi 1935–1943. Wibeck blev jägmästare i Storbackens revir  1916 och i Örbyhus revir 1931, övergick till indragningsstat 1934 och till pensionsstat 1941. Sitt betydelsefullaste arbete i den svenska skogsvårdens tjänst verkställde han i egenskap av föreståndare för den vid Statens skogsförsöksanstalt inrättade avdelningen för föryngringsförsök i Norrland. Wibecks undersökningar där bidrog till att skapa klarhet i många för det nordsvenska skogsbruket mycket viktiga problem. Han publicerade ett betydande antal värdefulla uppsatser på det skogsvetenskapliga området. Flertalet av dessa berör föryngrings- och fröproveniensfrågor, en del ornitologiska ämnen. Wibeck var styrelseledamot av Svenska Naturskyddsföreningen 1927–1943 och redaktör för Sveriges Natur 1935–1938. Han blev ledamot av Kungliga Lantbruksakademien 1930 och erhöll professors namn 1953.